# Royaume-Uni au Concours Eurovision de la chanson 1959
Le Royaume-Uni a participé pour la deuxième fois au Concours Eurovision de la chanson, en 1959 à Cannes, en France. La chanson Sing, Little Birdie chantée par le duo Pearl Carr & Teddy Johnson a été sélectionnée lors d'une finale nationale, dans l’émission A Song for Europe organisée par la BBC.

## A Song for Europe 1959

### Demi-finale 1
- Diffusé sur BBC Television le 2 février 1959

| Draw | Artiste                    | Chanson             | Finaliste |
| ---- | -------------------------- | ------------------- | --------- |
| 1    | Marion Keene               | "I'll Be With You"  | NO        |
| 2    | Pearl Carr & Teddy Johnson | Sing, Little Birdie | YES       |
| 3    | Glen Mason                 | Suddenly            | YES       |
| 4    | Don Rennie                 | "How Could I Know"  | NO        |
| 5    | Steve Martin               | One Lonely Heart    | YES       |
| 6    | Sheila Buxton              | "Love Me, Love Me"  | NO        |

### Demi-finale 2
- Diffusé sur BBC Television le 5 février 1959

| Draw | Artiste                    | Chanson                            | Finaliste |
| ---- | -------------------------- | ---------------------------------- | --------- |
| 1    | Lita Roza                  | This Is My Town                    | YES       |
| 2    | Lester Ferguson            | "This I Will Tell You My Son"      | NO        |
| 3    | Pearl Carr & Teddy Johnson | "That's It, That's Love"           | NO        |
| 4    | Rosemary Squires           | "Cha Cha Chocola"                  | NO        |
| 5    | John Hanson                | "Success Song"                     | YES       |
| 6    | Valerie Shane              | "Oh, Oh, Reckon I Must Be In Love" | YES       |

### Finale
- Diffusé sur BBC Television le 7 février 1959

| Draw | Artiste                    | Chanson                            | Place |
| ---- | -------------------------- | ---------------------------------- | ----- |
| 1    | Pearl Carr & Teddy Johnson | "Sing, Little Birdie"              | 1er   |
| 2    | Glen Mason                 | "Suddenly"                         | 3e    |
| 3    | Steve Martin               | " One Lonely Heart"                | 4e    |
| 4    | Lita Roza                  | "This Is My Town"                  | 2e    |
| ?    | John Hanson                | "Success"                          | ?     |
| ?    | Valerie Shane              | "Oh, Oh, Reckon I Must Be In Love" | ?     |

"Sing, Little Birdie" won the national and went on to come second in the contest.

## À l'Eurovision
Le Royaume-Uni était le 10e pays lors de la soirée du concours, après l'Autriche et avant la Belgique. À l'issue du vote, le Royaume-Uni a reçu 16 points, se classant 2e sur 11 pays. . Il faudrait jusqu'en 1978 pour que le Royaume-Uni ne termine pas dans la première moitié du tableau.

### Points attribués au Royaume-Uni
Chaque pays avait un jury de dix personnes. Chaque membre du jury pouvait donner un point à sa chanson préférée.
| 10 points  | 9 points | 8 points | 7 points                       | 6 points            |
| ---------- | -------- | -------- | ------------------------------ | ------------------- |
|            |          |          |                                |                     |
| 5 points   | 4 points | 3 points | 2 points                       | 1 point             |
| - Pays-Bas |          | - Suisse | - Autriche - Belgique - Monaco | - Danemark - France |

### Points attribués par le Royaume-Uni
| 5 points | Suisse            |
| 2 points | Danemark Belgique |
| 1 point  | Pays-Bas          |